# Ministère de l'Industrie, du Commerce et de l'Artisanat
Le ministère de l'Industrie, du Commerce et de l'Artisanat est un ministère du gouvernement au Burkina Faso.

## Description

### Siège
Le ministère chargé de l'industrie, du commerce et de l'artisanat a son siège à Ouagadougou. 

### Attributions
Le ministère est chargé de l'industrie, du commerce et de l'artisanat.

### Ministres
Harouna Kaboré, est le ministre responsable de ce département de 2018 à 2021. Il est ensuite remplacé par Christophe Ilboudo dans le gouvernement Zerbo (2021-2022), puis Abdoulaye Tall dans le gouvernement Ouédraogo (2022) et Roch Donatien Nagalo (2022) et Serge Gnaniodem Poda dans le gouvernement Tambèla (depuis 2022).